# Akt (filozofia)
Akt (łac. actus, gr. ενέργεια „energia”) – pojęcie, należące do podstawowych terminów metafizyki klasycznej, biorące swój początek w filozofii Arystotelesa, a następnie rozwijane przez średniowieczną myśl scholastyczną.
Pojęcie aktu odnosi się najpierw do pojęcia ruchu. Następnie poprzez analogię aktem nazywa się wszystko, co jest związane z ruchem, a więc to, co dokonane, doskonałe, spełnione – wszystko, co jest celem lub ostatecznym produktem, a więc też źródłem ruchu. Ruch według Arystotelesa jest w codziennym doświadczeniu prawie utożsamiany z samym istnieniem. Gdyż tylko byty istniejące poruszają się. Można więc powiedzieć, że byt, który jest w akcie, rzeczywiście istnieje.
Arystoteles nie podał ścisłej definicji aktu, który po grecku nazywał energeia – pisał o nim podając konkretne sytuacje i przykłady. Jedno z określeń tego pojęcia sformułował następująco:

/Akt/ jest tym co czyni, że jakaś rzecz jest, lecz nie w ten sposób, w jaki jest wówczas, gdy jest w możności. (Metafizyka IX, 1048 a 30-31)

Najogólniej ujmując jest ono używane na określenie urzeczywistnienia możliwości istnienia. Dlatego odnosi się do bytów istniejących, nie zaś do bytów jedynie myślnych. Według Arystotelesa, gdy porównamy poszczególne przypadki, w których możemy mówić o akcie – nie są one tożsame, lecz analogiczne. Wyróżnia się dwa zasadnicze rodzaju aktu: gdy dokonuje się on w materii, która jest jego podmiotem, tak dzieje się w trakcie budowania domu. Aktem jest też wydarzenie dokonujące się wewnątrz danego bytu (żyjącego), niemające celu poza nim. Jest nim np. widzenie, doznawanie przyjemności i inne przejawy życia. Również samo życie. Stąd A.M. Krąpiec OP podał następującą definicję aktu:

Aktem nazwiemy samo działanie (w materii), zmierzające do wyprodukowania nowego bytu; lub samo działanie  wsobne, nieprodukujące już nowego tworu-dzieła poza sobą; lub też samo w sobie życie, które jest celem zabiegów życiowych; lub cel ostateczny całego kosmosu, jakim jest Akt czysty, sam w sobie zupełnie nieporuszony. Arystoteles takie akty nazywał formami – ENTELECHEIA.

Według tomizmu, akt może też być tożsamy z formą, czyli istotą (łac. quidditas, essentia) bytu, która  materii sprawia, że materia przybiera postać konkretnego bytu.